# Francisco de Barros e Accioli de Vasconcelos
Francisco de Barros e Accioli de Vasconcelos (Vila das Alagoas, 28 de setembro de 1846 — Rio de Janeiro, 25 de setembro de 1907) foi um militar brasileiro, um dos responsáveis pela iniciativa de iniciar a imigração italiana para o Brasil como inspetor-geral de Terras e Colonização do império do Brasil. 

## Nascimento e filiação
Era filho do médico José de Barros Accioli Pimentel, descendente da família Accioli de Vasconcelos de Alagoas, e de Ana Carlota de Albuquerque Melo. Embora de famílias de proprietários de terras na região, eram considerados pobres, e em 1855 o filho de ambos, Francisco, é recomendado para uma bolsa de estudos na Corte, patrocinada pelo governo da província.

## Estudos e carreira militar
Muda-se em 1864 para a Corte, onde foi admitido na Escola Central para estudos superiores de engenharia. Abandonou os estudos em começos de 1865 e alistou-se entre os Voluntários da Pátria para lutar na Guerra do Paraguai. Ferido em combate, lutou nas batalhas de Humaitá, Tuiuti, Curupaiti, Chaco e Itororó, quando foi ferido. Chegou à patente de major no campo de batalha em 28 de fevereiro de 1870, reformando-se ao fim da guerra como tenente-coronel honorário. Foi quem saudou, em sua partida ao fim da guerra, o Conde d'Eu, comandante supremo das forças aliadas, em nome do exército.

## Carreira civil e condecorações
Foi secretário do Arsenal de Guerra da Corte, chefe de seção da Secretaria de Agricultura, e enfim inspetor-geral de Terras e Colonização, cargo no qual se aposentou. Recebeu a Ordem da Rosa no grau de oficial, a Ordem do Cruzeiro como cavaleiro, e a Legião de Honra, essa tendo-lhe sido concedida pelo governo francês em 1884.

## Obras
Publicou em 1884 o Guia do imigrante para o império do Brasil e, no Congresso Internacional de Eletricidade que se realizou ao mesmo ano em Paris, apresentou estudos sobre a telegrafia no Brasil. 

## Honrarias como Barão de Accioli
Fundador e primeiro presidente do Círculo Alagoano do Rio de Janeiro, deram seu nome a colônias italianas dispersas pelo Brasil, como a atual Acioli no Espírito Santo, e a Colônia Tenente-Coronel Accioli, próxima a Curitiba. Alberto Rangel, arquivista da família imperial brasileira, a ele se refere pelo título de Barão de Accioli, que lhe teria sido concedido ao fim do império, e com tramitação interrompida pela república.

## Vida privada
Casou-se em 8 de fevereiro de 1872, no Rio, com D. Maria do Carmo do Vale, filha do comerciante português João Maria do Vale, fidalgo-cavaleiro da casa real. Teve cinco filhos, com descendência até hoje. Aposentado, faleceu no Rio de Janeiro em 25 de setembro de 1907. 